# KIRA KIRA HAPPY★ 打開吧！見習神仙精靈角色列表
Ⅰ以下茲列出《KIRA KIRA HAPPY★ 打開吧！見習神仙精靈》的登場角色。

## 神仙精靈契約者
星之川遙
配音：高橋未奈美（日本）；黃紫嫻（香港）；楊詩穎（台灣）
本作女主角，人類主角之一，櫻花鎮保護隊隊長，喜歡櫻花，非常珍惜小時候爺爺送給她的櫻花緞帶，在爺爺出發去環遊世界後接管櫻花古董店，她就目睹緞緞從自己非常珍惜的櫻花緞帶中誕生了，但她接觸到蛋時，緞緞的蛋就變成鑰匙了，原因是她擁有勇氣及行動力和珍惜小鎮且珍愛各種事物的心，便被櫻花樹選中成為傳說的神仙精靈契約者，為了爺爺，非常努力的經營古董店，學校方面，考出來的成績都不是很理想，不過對於體育就非常拿手。

## 星之川家的神仙精靈

### 主要神仙精靈
緞緞
配音：水瀨祈（日本）；薛晴（台灣）
女性，1話登場，本作第二主角，神仙精靈中的主角，早在見習神仙精靈 夏日大喧鬧SP！動畫中先行登場。粉紅色 的身軀，從爺爺送給遙的櫻花緞帶中誕生的神仙精靈，櫻花鎮保護隊隊員1號，魔法能讓人露出笑容，透過自己的誕生物一直在小遙身邊也是最了解小遙的神仙精靈，因此被選為傳說的神仙精靈契約者的搭擋，因為自己用來躲藏的蛋變成鑰匙了所以都要借一些物品來躲藏，不過在11話小遙做出了能用來讓緞緞躲藏的化妝盒。性格活潑開朗，多次在神仙精靈小鎮中的各建築裡表現不太好而常被開除。
全名叫「微笑櫻花緞帶比賣命」「ニコニコの桜リボンのみこと」。
本身咒語：「見習神仙精靈,微笑緞緞」「リボンでスマイル にっこにこー!」。
皮洛
配音：伊瀬茉莉也（日本）；連宓均（台灣）
男性，2話登場，藍色 的身軀，從星之川遙房間床上的枕頭中誕生的神仙精靈，櫻花鎮保護隊隊員2號，魔法能讓人睡著，因為自己習慣睡覺，所以在櫻花鎮保護隊中較少使用魔法的一位，會在神仙精靈旅館唱搖籃曲好讓需要休息的神仙精靈們馬上睡著，第一位單獨見到斯科普的神仙精靈。
全名叫「呼嚕嚕好眠不落枕之命」「グーグーグーのスヤスヤピーのみこと」。
本身咒語:「見習神仙精靈,好眠皮洛」「クースカピースカピロピーロ!」。
茶子
配音：岩井映美里（日本）；黎梓彤（香港）；林沛笭（台灣）
女性，3話登場，橘黃色 的身軀，從星之川遙常使用的杯子中誕生的神仙精靈，櫻花鎮保護隊隊員3號，魔法能使人感到放鬆，性格較為害羞，非常喜歡吃，曾因為在初次當服務生時被潘托尼奧抓到偷吃食物後就讓潘托尼奧想到了新的菜單叫做「多一口套餐」。平時性格溫婉，但是一旦自己的零食被別人偷吃，就會立即黑化，攻擊別人。長相類似貓咪，說話時會带有“ニャー”的口癖。
全名叫「茶茶杯子慢享用比賣命」「ちゃちゃちゃごくっといただけますのみこと」。
本身咒語:「見習神仙精靈,茶茶茶茶子」「ほっとひといき ちゃちゃちゃのちゃ!」。
露比
配音：嶋村侑（日本）；連思宇（台灣）
女性，3話結尾登場，5話正式登場，淺紫色 的身軀，從星之川綠的戒指中誕生的神仙精靈，魔法能讓物品或人變閃亮，個性優雅，喜歡彈鋼琴，早在一年前就誕生了，因為當時不能使用魔法而非常努力的進行神仙精靈活動，平時幾乎都在家裡和污垢奮鬥。
全名叫「執子之手亮麗指環比賣命」「キュキュッとヒかヒかリングのみこと」。
本身咒語:「見習神仙精靈,亮眼露比」「キュキュッと ヒかっと ビューティフル!」。
露比克拉
露比在與污垢進行奮鬥時會用的另一個身分，身穿紫色圍兜並別上一朵玫瑰花。
丸目
配音：豊崎愛生（日本）；賈文安（台灣）
男性，6話登場，綠色 的身軀，從星之川銀造戴的眼鏡中誕生的神仙精靈，長相類似貓頭鷹，登場前為了調查櫻花鎮的異變而住在圖書館裡，很聰明，魔法能讓人學習到一些事物，平時也會教緞緞他們一些常識，也常溜去圖書館。會改造東西，曾改造過神仙精靈城堡裡的鋼琴，讓它的背面加上黑板。
全名叫「靈機一動雙目明亮眼鏡解決問題丸之命」「ヒらめききらめきまるまるメガネで解決してみせる丸のみこと」。
本身咒語:「見習神仙精靈,靈感丸目」「まるまるまるっと ヒらめーク!」。
潘托尼奧/潘德尼歐
配音：金光宣明（日本）；孟慶府（台灣）
男性，10話登場，橙色 的身軀，平底鍋誕生的神仙精靈。長相類似獅子，性格豪爽，會做菜，但是過於豪爽就會發生悲劇了，神仙精靈餐廳的主廚，原先因為吉川一家有煩惱所以無法放心離開，最後在緞緞一行人的幫助下，能放心去神仙精靈餐廳當主廚了，魔法能幫助人改掉挑食的習慣。
全名叫「啪潘盤甩鍋尼之命」「パンパンパーンとクルっとパーンのみこと」。
本身咒語:「見習神仙精靈,潘德尼歐」「ほんとに パントニ オー! うまい!」。
阿喬/阿嬌
配音：嘉數由美（日本）；連思宇（台灣）
女性，8話登場，淡黃色 的身軀，澆水器誕生的神仙精靈。能夠和動物交談，與其說交談，更多的是感情相通，因為是澆水器誕生的，所以有時會大哭起來，埋土裡能阻止她哭，偶爾會來櫻花古董店的神仙精靈城堡澆花，後在37話以後入住小鎮，因為自己是鄉下來的神仙精靈所以非常崇拜優雅又是大小姐的缇娅，魔法能將植物生長，往往用唱歌來輔助這一過程，語尾口癖是「だじょ～（日本）」「咧(有時是唄)（台灣）」。
全名叫「澆水神器遇水則發比賣命」「ジョるてジョトすくすくハかのみこと」。
本身咒語:「見習神仙精靈,盛開阿嬌」「ジョジョジョ すくすく さくんだヅョー!」。
嵐忍/男人
配音：小平有希（日本）；連思宇（台灣）
男性，23話登場，紅色 的身軀，從星之川遙運動時會穿的運動鞋誕生的神仙精靈，運動能力強，神先精靈巴士對於，自己來說可以說是量身訂做的，喜歡忍術，會用布隱身起來，但就是會露出屁股而被發現，魔法能讓人類或是動物跑步變得飛快，語尾口癖是「でござる（日本）」「是也（台灣）」。
全名叫「跑跑疾如風忍者之命」「らんらんにんとはしるでござるのみこと」。
本身咒語:「見習神仙精靈,忍者嵐忍」「ニンポウ ヤッホー シュタタタタ―!」。
雨莉
配音：日高里菜（日本）；連宓均（台灣）
女性，26話登場，水藍色 的身軀，從星之川遙的雨伞誕生的神仙精靈，個性傲嬌，非常喜歡雨，一開始對於缎缎一行人（尤其是嵐忍）討厭下雨的看法感到厭惡，再來是對於自己要謙虛禮讓別人先玩神仙精靈遊樂園爾感到了厭倦，不過最後都在進行櫻花鎮保護隊的過程中和解，魔法能製造烏雲。
全名叫「綿綿細雨莉姬比賣命」「しとしとザーザー雨降り姫のみこと」。
本身咒語:「見習神仙精靈,善變雨莉」「雨の日 晴れの日 くるくるりーん!」。
妮姬/逸姬
配音：遠藤綾（日本）；林沛笭（台灣）
女性，31話以投影的樣子登場，36話正式登場，淡粉色 的身軀，日记誕生和来自300年后的未来世界的神仙精靈，更是能預測600年後櫻花鎮的樣子，崇拜忍者，所以曾拜託嵐忍教他各種忍術，不過沒想到馬上就都學會了，而且忍術還比嵐忍展現出的更厲害。在41話以後来到300年前的世界並入住於神仙精靈小鎮。
全名叫「回憶詳記於尼之比賣命」「日記に宿りし思いのみこと」。
本身咒語:「見習神仙精靈,記憶妮姬」「ニッキー メモリー ダイアリー!」。

### 神仙精靈小鎮關係者
多庫醫生/多庫多庫塔
配音：浜添伸也（日本）；孟慶府（台灣）
男性，20話登場，白色 的身軀，聽診器誕生的神仙精靈，醫生神仙精靈，長像類似公雞，從南方的困擾打嗝追逐到櫻花鎮來，個性狂野，非常喜歡搖滾，所以常在給病人聽心跳聲時心跳越快越會開始搖滾。
全名叫「撲通多庫挖苦哇庫超搖滾醫生之命」「ドクドクワクワク超ロックだぜのみこと」。
本身咒語:「見習神仙精靈,多庫醫生」「ドクドク刻むぜソウルにビート!」。
娜秋
配音：愛河里花子（日本）；楊詩穎（台灣）
女性，20話登場，淺藍色 的身軀，針筒誕生的神仙精靈，醫生神仙精靈，長像類似小鹿，從北方的困擾打嗝追逐到櫻花鎮來，個性文靜，與多庫多庫塔完全相反，但也喜歡搖滾，搖滾後就會與多庫多庫塔一樣了，喜歡嬰兒，尤其是茨茨、米米和琪琪，曾把塔奇西和多蕾西變裝成嬰兒的兩人當作自己的孩子般教育疼愛。
全名叫「乖乖打針健康永生比賣命」「チューっと元気を注入しますのみこと」。
本身咒語:「見習神仙精靈,娜秋啾」「ナーチュのお仕事チュッチュッチュー!」。
茨茨
女性，淺粉色 的身軀，常會笑。
米米
男性，淺藍色 的身軀，常會哭泣。
琪琪
女性，淺紫色 的身軀，常會生氣。
配音：七瀨彩夏（日本）；（台灣）
以上三名皆在18話登場，與前作的妮可莉同為嬰兒神仙精靈，主要特點為他們是三胞胎，若葉幼稚園裡的積木中誕生的神仙精靈，三人基本上都會跟著多庫多庫塔有樣學樣。
本身咒語:「バブブ バブブ バブブブブ!」。
盖喬姆
配音：湊元りょう（日本）；賈文安（台灣）
男性，28話登場，淺紫色 的身軀，從某座已廢棄的樂園裡的遊戲機中誕生的神仙精靈，長相類似小丑，第二位單獨遇到斯科普的神仙精靈，非常能保持著微笑，連初次見到人類小遙都是很快樂的保持著微笑，任何事情都能夠定為紀念日並慶祝一番。語尾口癖是「ぴー（日本）」「嗶（台灣）」。
全名叫「蓋牌橋牌鬼牌開心玩之命」「ゲムゲムのハッピーハッピーゲドのみこと」。
本身咒語:「見習神仙精靈,開心蓋喬姆」「グッチョブ ゲッチョム ハッピッピー」。
帕托爾
配音：浦和惠（日本）；邱涵菲（台灣）
男性，15話登場，藍色 的身軀，警車誕生的神仙精靈，專門追奪取快樂星的犯人，尤其是塔奇西和多蕾西，在32話以後入住於神仙精靈小鎮，其原因就是是為了逮捕塔奇西和多蕾西。魔法能感知危險，語尾口癖是「パト（日本）」。
全名叫「帕托警車護你安全之命」「パトっと安全を守るパトのみこと」。
本身咒語:「見習神仙精靈,警車帕托爾」「まてまて たいほだ パトロール!」。
缇娅/媞亞
配音：七瀨彩夏（日本）；薛晴（台灣）
女性，35話登場，青綠色 的身軀，從大緹娅拉拉王國的傳家寶頭飾中誕生的神仙精靈，優雅和氣，很喜歡神仙精靈城堡，所以想暫時在神仙精靈小鎮住上一段時間，魔法能讓人變成優雅的公主。
全名叫「媞亞拉公主皇冠比賣命」「ティアラでファビュラスプリンセスのみこと」。
本身咒語:「見習神仙精靈, 媞亞公主」「シャランラ ティアラ プリンセス!」。
瑪茵
配音：相沢舞（日本）；連宓均（台灣）
女性，39話登場，黃綠色 的身軀，從偶像歌手七瀨千春工作室裡的麥克風中誕生的神仙精靈，其實眼睛本身是小的，變回小的之後就沒什麼神仙精靈認識她了，所以需要進入偶像模式眼睛才會變大，小鎮的神仙精靈們也才能知道瑪茵是偶像的存在。魔法能將歌聲傳到更多人耳中。
全名叫「瑪茵眼神亮晶晶比賣命」「オン・オ・お目目パッチリのみこと」。
本身咒語:「見習神仙精靈,偶像瑪茵」「とどけ つたわれ マイマイン!」。
斯科普
配音：菊池心（日本）；楊詩穎（台灣）
男性，13話登場，青色 的身軀，望遠鏡誕生的神仙精靈，個性沉穩冷靜，熱愛旅行和有關太空的事物，時常踏上著旅行，所以在40話中只是幫忙登錄小鎮人數及魔法，希望有一天能上宇宙，魔法可以讓人從遠處看到目前最想看到的事情。
全名叫「繁星引導宏觀探索斯可普之命」「星に導かれしズームで発見スコープのみこと」。
本身咒語:「見習神仙精靈,斯可普」「ルッキン スコープ ズームイン!」。
帕夏莉
配音：金田晶（日本）；邱涵菲（台灣）
女性，44話登場，深紫色 的身軀，相機誕生的神仙精靈，喜歡四處拍些獨特且世人都沒見過的畫面，但可惜的是只有自己知道自己在拍什麼樣的照片，魔法能給予他人情報，語尾口癖是「パシャ（日本）」。
全名叫「啪嚓夏夏拍照比賣命」「パシャパシャっと特ダネみっけのみこと」。
本身咒語:「見習神仙精靈,獨家帕夏莉」「パシャっと特ダネみーつけた!」。
筆音
配音：七濑彩夏（日本）；（台灣）
男性，6話初次在丸目的回憶中出現，45話正式登場，藍色 的身軀，鋼筆誕生的神仙精靈。丸目的朋友，原本在小遙成為傳說的神仙精靈契約者前就放棄櫻花鎮進行神仙精靈活動了，後在看到神仙精靈新聞後回歸櫻花鎮。
噼珀啪
配音：向井莉生（日本）；（台灣）
女性，6話初次在丸目的回憶中出現，45話正式登場，淡粉色 的身軀，電話誕生的神仙精靈。丸目的朋友，原本在小遙成為傳說的神仙精靈契約者前就放棄櫻花鎮進行神仙精靈活動了，後在看到神仙精靈新聞後回歸櫻花鎮。
塞巴斯蒂安/石巴斯查恩
配音：川田紳司（日本）；賈文安（台灣）
男性，35話登場，咖啡色 的身軀，長相類似羊，緹婭的隨從，說話會帶有和羊叫聲一樣的口癖，最多是「不行!（ためー!）」。自從發現緹婭沒上飛機後立刻大老遠從大緹婭拉拉王國回到神仙精靈小鎮找她，剛開始不願幫助缎缎他們，但在緹婭的請求下答應且暫時留在神仙精靈小鎮。

#### 塔奇西&多蕾西
本作昔日反派，以下兩者皆在15話登場，兩人自發現在櫻花古董店裡有能製造出快樂星的傳說的神仙精靈契約者，也就是小遙，開始以神仙精靈城堡為目標，潛入櫻花古董店並隱居起來，並在快樂星產出時捕捉，不過都以失敗收場。擅長變裝，偶爾會用變裝來進行奪取快樂星的計劃和避免被帕托爾捉。魔法能讓人同時變身成兩種不同個性的人。在第25話A段得知兩人是从山本照相館裡的燕尾服和禮服誕生。本身咒語:「見習神仙精靈,塔奇多蕾西」「うっしっしの大変身～!!（2人）」。
塔奇西
配音：真田麻美（日本）；曹子琦（台灣）
男性，靛蓝色 的身軀，燕尾服誕生的神仙精靈，自稱王子，在某次奪取神仙精靈城堡時，對神仙精靈旅館裡中間的彩虹套房非常中意，還說總有一天要入住成功，但完全沒有入住過。語尾口癖是「だシー（日本）」。
多蕾西
配音：柚木涼香（日本）；連思宇（台灣）
女性，紅色 的身軀，禮服誕生的神仙精靈，自稱女王。語尾口癖是「だシー（日本）」。

## 其他神仙精靈

### 獨當一面神仙精靈
钥匙仙人
配音：远近孝一（日本）；（台灣）
男性，49話登場，神仙精靈仙人，自稱是其他仙人中最偉大的一位，因為是仙人所以魔法在其他神仙精靈之中功力較為高強。穿著红色「仙」字兜擋布。
幸福妮
配音：生天目仁美（日本）；（台灣）
女性，49話登場，白色 的身軀，音樂盒誕生的神仙精靈，已是獨當一面的神仙精靈。名字取自日文的「交響曲」。
波旺
配音：豐崎愛生（日本）；（台灣）
女性，49話登場，紫色 的身軀，夜燈誕生的神仙精靈，已是獨當一面的神仙精靈。
凱蒂
配音：七濑彩夏（日本）；（台灣）
女性，49話登場，品紅色 的身軀，茶壺誕生的神仙精靈，已是獨當一面的神仙精靈。語尾口癖是「～っちゃ（日本）」。
綺羅羅
配音：三上由理恵（日本）；（台灣）
女性，49話登場，淡粉色 的身軀，寶石箱誕生的神仙精靈，已是獨當一面的神仙精靈。
西拉貝利烏斯
配音：向井莉生（日本）；（台灣）
男性，49話登場，淺藍色 的身軀，醫療書誕生的神仙精靈，已是獨當一面的神仙精靈。
喬尼
配音：嶋村侑（日本）；（台灣）
男性，49話登場，水藍色 的身軀，行李箱誕生的神仙精靈，已是獨當一面的神仙精靈。
卡琴
配音：青山玲菜（日本）；（台灣）
男性，49話登場，橙色 的身軀，時鐘誕生的神仙精靈，已是獨當一面的神仙精靈。語尾口癖是「カッ（日本）」

### 前作登場精靈
以下9名均在第55話中出現，有關於該作角色的介紹，詳見「見習神仙精靈角色列表」。
拉奇奇
配音：潘惠美（日本）；鄭家蕙（香港）；連思宇（台灣）
美樂莉
配音：豐崎愛生（日本）；連宓均（台灣）
小沙琪
配音：嘉數由美（日本）；張乃文（台灣）
哈哈喬
配音：愛河里花子（日本）；江志倫（台灣）
琪拉莉絲
配音：柚木涼香（日本）；楊婉潼（香港）；楊詩穎（台灣）
磨咕丹
配音：村瀨迪與（日本）；喬資淯（台灣）
莎莉
配音：藤村步（日本）；曹子琦（台灣）
帕利
配音：白鳥由里（日本）；楊詩穎（台灣）
米希露
配音：折笠富美子（日本）；何凱怡（香港）；穆宣名（台灣）

## 親族･兄弟

### 星之川家
星之川綠
配音：柚木涼香（日本）；連思宇（台灣）
星之川遙的母親，平時在家會嘗試新料理，然而會將成品拍照傳至個人部落格。
星之川宙
配音：川田紳司（日本）；賈文安（台灣）
星之川遙的父親。
星之川銀造
配音：園部啟一（日本）；孟慶府（台灣）
星之川遙的爺爺，自第1話決定環遊世界後出發至各國探索，之後在29話回到櫻花鎮一下下又出發了，其回來原因為替小遙加油打氣。

## 櫻花第一小学校
日高葵
配音：向井莉生（日本）；（台灣）
星之川遙的好友之一，收集情報速度飛快，『Buu♡hu』的粉絲。
望月未來
配音：七瀨彩夏（日本）；（台灣）
星之川遙的好友之一，常在讀書之餘看一些動畫，不擅長運動。
山本弘美
配音：向井莉生（日本）；（台灣）
星之川遙的班主任，學校排球社的教練。

## 若葉幼稚園
優花
配音：越野奏（日本）；（台灣）
若業幼稚園的學生，在等待媽媽來接她時，茨茨米米琪琪將櫻花古董店的小熊玩偶運送到她身邊然而用魔法將小熊玩偶給注入生命，並且等待媽媽來接她。
立川美鈴
配音：向井莉生（日本）；（台灣）
若葉幼稚園的老師。
隆司
配音：新田早規（日本）；（台灣）
若葉幼稚園學生之一，不喜歡吃苦的藥，但喜歡吃糖果餅乾，在潘托尼奧將藥的膠囊皮上淋上糖衣後，覺得自己能夠吃藥了。
山田春
配音：鈴木繪理（日本）；（台灣）
若葉幼稚園學生之一，願望是想和朋友一起玩，但小遙不知道它在等的朋友原來是指珠璃，讓她和珠璃友誼有些破損，之後緞緞用魔法將珠璃手上的妖精書裡妖精頭上的花圈給變到小春的頭上，最後兩人和好便一起去尋找妖精。
珠璃
配音：星谷美緒（日本）；（台灣）
若葉幼稚園學生之一，小春的好友。

## 其他角色
影浦信子
配音：根谷美智子（日本）；（台灣）
占卜師，櫻花古董店的常客，以買下店裡的八音盒為目標，實際上是覺得在占卜時可以借用它的力量來贏得占卜的勝利，在34話中提到家裡一共有11位兄弟姊妹，而且都是占卜師。
希洛·米奇
配音：內田夕夜（日本）；（台灣）
知名占卜師，同時也是信子的哥哥，有養一隻變色龍作為占卜的搭擋。
小伊萊恩
配音：村瀨迪與（日本）；（台灣）
帶有靈感的鸚鵡，影浦的鸚鵡，以可疑（あやし）作為口頭禪，曾因為被針刺刺到變為想買（こひたい）但實際上是痛（いたい），後來透過神仙精靈診所開的藥治好了。
四葉心
配音：本渡楓（日本）；陳頴琪（香港）；穆宣名（台灣）
前作的主角，55話出現主要是來拜訪傳說中的櫻花樹。
前原祈
配音：江口菜子（日本）；邱涵菲（台灣）
星之川遙和爺爺一起幫助過的人，主要是找回丟失的信。
石井圓
配音：久遠エリサ（日本）；（台灣）
因為看了有妖怪的電視節目後晚上睡不著，皮洛用魔法讓她睡著夢到妖怪，最後並和妖怪成為朋友。
德島響
配音：古賀葵（日本）；（台灣）
二年級，跑步速度很快，想讓自己的劍玉技術提高，卻怎麼樣都失敗，茶子用魔法將茶香味讓他感到放鬆，最後再試幾次後就成功了。
三橋梢
配音：望田ひまり（日本）；（台灣）
想送生日禮物給爸爸，卻不知道要送什麼才好，遙將手錶遞給她時有一部份髒掉了，露比用魔法將手錶變乾淨閃亮，最後成功將手錶送給了爸爸。
梢父親
配音：田中完（日本）；（台灣）
梢的父親，喜歡手錶，家裡是賣花店的地方。
佐佐木雅人
配音：青山玲菜（日本）；（台灣）
每天都會去圖書館學習，體育不好，因為想在隔天的體育課大放光彩，丸目用魔法讓他了解到不管試幾次都不要放棄，努力才是最重要的，最後他想到雖然足球行不通，但是可以去指導大家。
宮谷堇
配音：菅沼千紗（日本）；（台灣）
五月的姊姊。
宮谷五月
配音：社本悠（日本）；（台灣）
當時的願望是不想和姊姊住同一個房間，然而緞緞、茶子、露比、丸目四人因為同時使用魔法而把她們房間弄亂，最後露比用魔法讓她們倆整理房間，整理的當下與姊姊也和好了。
小畑翼
配音：岩端卓也（日本）；（台灣）
正在讀國中的學生，願望是希望能採到很多蘑菇，好讓人們摘取，阿喬用魔法讓少之又少的蘑菇生長，最後也讓自己的家也長了蘑菇。
小畑福子
配音：原島梢（日本）；（台灣）
小翼的祖母。
霧島唯
配音：向井莉生（日本）；（台灣）
星之川綠的朋友，願望是希望能讓自己的孩子小愛笑出來，緞緞用魔法讓他牙齒不再痛且露出笑容，小愛就是想看到母親笑，自己才會露出笑容。
小平進
配音：弘松芹香（日本）；（台灣）
三丁目蔬果店的孩子，願望是想去沒有茄子的星球，潘托尼奧用魔法將他帶到宇宙且要他吃下茄子才能去宇宙探險，最後終於敢吃茄子了。
店長
配音：平野俊隆（日本）；（台灣）
星之川銀造的老友，咖啡廳的店長，自己很早以前就預訂開店到了40年就要歇業了，小遙為了讓咖啡廳留下最後的美好回憶，便招攬許多客人到他的咖啡廳光顧，最後得知原來是之後要將咖啡廳改建成拉麵店，由咖啡廳店長轉行當拉麵店老闆的。
吉川鈴奈
配音：望田ひまり（日本）；（台灣）
餐廳看板娘，非常喜歡烹飪，因自己無法解開漢堡肉的秘方，才會放棄做菜，之後潘托尼奧做出了漢堡肉當時的味道，馬上送去給鈴奈吃，之後鈴奈就立刻想到是醬油，她最後說了未來想成為一流的廚師。
鈴奈之父
配音：浜添伸也（日本）；（台灣）
餐廳的主廚，鈴奈的父親，也是見到潘托尼奧時遇見的一位廚師。
爺爺
配音：東條達也（日本）；（台灣）
斯科普的誕生物望遠鏡的主人。
大空昴
配音：七瀨彩夏（日本）；（台灣）
願望是想讓小貓變得幸福，斯科普用魔法讓她像望遠鏡一樣能看得到小貓現在的情況，最後皮洛在用魔法讓她和在遠方的小貓在夢中見面。
斎藤莉櫻奈
配音：田澤茉純（日本）；（台灣）
願望是隔天是廣告試鏡日，希望能一切順利，緞緞用魔法讓他看一下鏡中的自己並露出笑容，最後恢復了笑容並有自信的期待隔天的試鏡日。
富永麻里奈
配音：空見雪（日本）；（台灣）
願望是能夠交到朋友，茶子用魔法讓她冷靜下來後鼓起勇氣和她看到的兩人以貓咪為介成為朋友。
及川靖
配音：青山玲菜（日本）；（台灣）
願望是希望能看到漂亮的景色，洗衣店的孩子，緞緞用魔法將他帶到星之川遙小時候與爺爺走散時看到的景色。
丸井珠美
配音：植竹香菜（日本）；（台灣）
MARU MARU MARCHE的店長，願望是店裡來更多的顧客，露比發現原因是因為店裡的商品沒有好好分類跟打掃，之後又利用奶奶開店時賣的物品，巧妙的解決了五百頂帽子如何賣出去的煩惱。
布奇
配音：上西哲平（日本）；（台灣）
『Buu♡hu』的主唱，也是日高葵、多庫多庫塔和娜秋的粉絲，在演唱會前因為感冒而讓聲音變得有些沙啞，後多虧神仙精靈診所開出的藥讓他的感冒終於好了。
伊藤柚希
配音：渡邊理沙（日本）；（台灣）
二年級，願望是想要一個姊姊，小遙便充當她一天的姊姊，原因是因為自己當姊姊要承擔許多事情而被罵，嵐忍用魔法製造一陣風把珠希手上的畫吹到樹上，然而再自己撿下來讓柚希看畫，最後知道珠希最喜歡她了便把今天想要當妹妹的念頭給去消掉了。
珠希
配音：社本悠（日本）；（台灣）
柚希的妹妹。
田原敏惠
配音：向井莉生（日本）；（台灣）
真智子的朋友，因沒能及時送禮而煩惱，最後嵐忍靠著神仙精靈巴士隱藏的跑步機功能成功將禮物和信交到真智子手上。
野口拓馬
配音：鵜澤正太郎（日本）；（台灣）
願望是想知道自己去世的爺爺留下什麼遺物，之後蓋喬姆出現並將在他家裡發現的一盒零件組合修理後還給了拓馬，並在最後知道原來遺物是一台時鐘，並把它交給了櫻花古董店，也變成了神仙精靈遊樂園。
光野彼方
配音：樫井笙人（日本）；（台灣）
一位宇航員，每個禮拜都會去圖書館讀科學，願望是務必讓太空站上的鬱金香開花，在任期結束後仍期待著實驗結果，最後斯科普用魔法使他看到了在太空站上的鬱金香開花，然而並不相信，緞緞再用魔法將鬱金香花瓣變出來。
清田鋼
配音：德石勝大（日本）；（台灣）
願望是希望能夠下雨，好讓種植的作物生長，最後小遙透過魔法之蛋裡雨莉、嵐忍和蓋喬姆的魔法成功讓植物生長些了。
彩
配音：向井莉生（日本）；（台灣）
影浦和希洛·米奇比試時坐在涼亭煩惱的一位小女孩，馬上就被希洛·米奇得知是在煩腦朋友的事情，後來希洛·米奇透過自己的寵物變色龍邁克爾變為粉色時代表是幸福的顏色，告訴她不用擔心，一切都會解決的，最後便離開涼亭了。
玲央
配音：新田早規（日本）；（台灣）
小遙在參加居委會辦的露營小島中森林裡迷路時遇到的小男孩，為了正在住院的妹妹美奈想要看螢火蟲的願望而中途參加露營，之後露比用魔法將小遙的睡衣和緞緞一行人發和螢火蟲一樣的光並讓螢火蟲靠近，最後皮落用魔法讓靠近的螢火蟲睡著，好讓玲央送給妹妹美奈。
花城
配音：植木慎英（日本）；（台灣）
小遙居委會這次舉辦露營的導遊，也是住在這次露營的島上居民，與玲央有所認識。
山崎悠太
配音：生田光（日本）；（台灣）
願望是請讓郁夫和圭介兩人和好。
郁夫
配音：大井麻利衣（日本）；（台灣）
圭介
配音：山藤桃子（日本）；（台灣）
兩人因為遊戲機壞掉而吵架，後來小遙透過魔法之蛋裡緞緞、皮洛和雨莉的合體魔法讓他們夢到有默契的通關遊戲，最後也使兩人和好了。
美織
配音：江口菜子（日本）；（台灣）
願望是舞台劇不想要當公主，還說不擅長公主這種角色，後來緹婭與阿喬用魔法合作將她變成花之國的公主，並能把台詞愉快的唸出來。
長介
配音：長（日本）；（台灣）
住於鎮上某個空地附近的老爺爺，性格暴躁，與小遙的爺爺天差地遠，但沒想到願望竟是希望孩子們健康幸福的生活下去，其實是因為有時候會看到孩子們出現危險的情況，且又會緊張，才會大聲說話，最後茶子用魔法讓他冷靜和孩子們好好溝通了。
七瀨千春
配音：熊田茜音（日本）；（台灣）
瑪茵名義上誕生物的主人，因為沒有什麼觀眾來聽她唱歌，且缺乏自信心，所以希望在演唱會時能來很多觀眾，瑪茵用魔法讓所有音響音量擴大讓許多人都聽得見，最後成功吸引許多觀眾前來聽她唱歌並獲得了觀眾的讚許。
忍
配音：南波雪（日本）；（台灣）
願望是七夕請務必放晴，之後小遙透過魔法之蛋裡斯科普、皮洛和丸目的魔法讓她睡著使她夢到上了宇宙並由小遙告訴她七夕那天是放晴的。
藤野俊一
配音：鵜澤正太郎（日本）；（台灣）
願望是希望婚紗能安全的被送到婚禮會場，小遙透過魔法之蛋裡妮姬、露比和帕托爾的魔法讓他得知婚禮會場的路線並有感知危險的能力以及兼具時髦和速度的鞋子，最後也順利將婚紗送到會場了。
葉子
配音：村瀨迪與（日本）；（台灣）
因為覺得自己笨手笨腳所以想向星之川綠學習廚藝。
信乃
配音：七瀨彩夏（日本）；（台灣）
主婦經歷四十年，這次想向星之川綠學習新的烹飪方法。
瑠美
配音：向井莉生（日本）；（台灣）
喜歡美味的食物，雖然表示在減肥，但因為是星之川綠的粉絲就來烹飪教室學習了。
長谷川優兔
配音：奧野香耶（日本）；（台灣）
願望是希望能找到主人並將自己撿到的緞帶還給他，之後負能量花瓣正要控制她把緞帶丟掉時小遙透過魔法之蛋裡緞緞、茶子和雨莉的魔法讓緞帶變成烏雲下起糖果雨好消除丟掉緞帶的想法，最後小遙也向她要回倍加珍惜的櫻花緞帶了。
光彥
配音：荻野葉月（日本）；（台灣）
喜歡拍動物們的可愛影片，拍出來的影片也都非常熱門，曾拿到悠閒動物影片比賽的冠軍，願望是希望能拍下動物們的可愛影片，但因為最近因拍不到這些影片而煩惱，之後小遙透過魔法之蛋裡皮洛、茶子和嵐忍的魔法使他快速捕捉到動物們悠閒自在的畫面，然而因負能量花瓣大量出現並控制他讓他產生幻覺，最後小遙再次透過魔法之蛋裡緞緞等六人的魔法將副能量去除。
樋口惠
配音：柴田芽衣（日本）；（台灣）
願望是希望找到養的倉鼠安潔莉娜，之後帕夏莉之前有把地點拍起來好讓大家找到牠，緞緞想到用一整路的葵花子給牠吃好讓牠回到小惠家。
夏希
配音：稗田寧寧（日本）；（台灣）
願望是找到與朋友的交換日記，之後小遙透過魔法之蛋裡丸目、皮洛和妮姬的魔法使她夢到家裡的字典變成怪獸老師，這時便想到薄薄的交換日記原來在家裡和厚厚的字典放在一起了。
杏
配音：新谷美緒（日本）；（台灣）
願望是想要新的連衣裙，喜歡粉紅色，因此非常喜歡穿出門，但因為連衣裙被附著負能量使她穿出門都遭受不幸，之後透過小遙透過魔法之蛋裡皮洛、嵐忍和妮姬的魔法將負能量去除掉了，不過還是染上汙漬了，最後塔奇西和多蕾西用魔法將她變得比穿連衣裙更華麗的樣子並將汙漬去除掉了。

## 註解
註釋
1. ↑  這裡指小遙的緞帶中間裡有兩片櫻花花瓣
2. ↑  茨茨為圓形，米米為三角形，琪琪為正方形
3. ↑  信子於希洛·米奇和影浦的對話中得知。
4. ↑  瑪茵因為她全心全意的歌聲而誕生的。